# 마이클 그레이 (배우)
마이클 그레이(Michael Gray, 1951년 9월 2일 ~ )는 미국의 배우, 영화배우, 텔레비전 배우이다.
시카고에서 태어났다.

## 방송
- 캡틴 마블